# Liste der Bodendenkmäler in Dormitz
Auf dieser Seite sind die Bodendenkmäler in der oberfränkischen Gemeinde Dormitz zusammengestellt. Diese Tabelle ist eine Teilliste der Liste der Bodendenkmäler in Bayern. Grundlage ist die Bayerische Denkmalliste, die auf Basis des Bayerischen Denkmalschutzgesetzes vom 1. Oktober 1973 erstmals erstellt wurde und seither durch das Bayerische Landesamt für Denkmalpflege geführt wird. Die folgenden Angaben ersetzen nicht die rechtsverbindliche Auskunft der Denkmalschutzbehörde.

## Bodendenkmäler in Dormitz
| Lage       | Objekt                                                                               | Akten-Nr.     | Bild |
| ---------- | ------------------------------------------------------------------------------------ | ------------- | ---- |
| (Standort) | Siedlung vorgeschichtlicher Zeitstellung.                                            | D-4-6332-0066 |      |
| (Standort) | Siedlung der Urnenfelderzeit.                                                        | D-4-6332-0067 |      |
| (Standort) | Siedlung der Urnenfelderzeit.                                                        | D-4-6332-0068 |      |
| (Standort) | Siedlung vorgeschichtlicher Zeitstellung.                                            | D-4-6332-0094 |      |
| (Standort) | Siedlung vorgeschichtlicher Zeitstellung.                                            | D-4-6332-0109 |      |
| (Standort) | Siedlung vorgeschichtlicher Zeitstellung.                                            | D-4-6332-0110 |      |
| (Standort) | Siedlung vorgeschichtlicher Zeitstellung.                                            | D-4-6332-0241 |      |
| (Standort) | Siedlung vorgeschichtlicher Zeitstellung.                                            | D-4-6332-0242 |      |
| (Standort) | Siedlung vorgeschichtlicher Zeitstellung.                                            | D-4-6332-0243 |      |
| (Standort) | Siedlung vorgeschichtlicher Zeitstellung.                                            | D-4-6332-0244 |      |
| (Standort) | Siedlung der Urnenfelderzeit.                                                        | D-4-6332-0249 |      |
| (Standort) | Gräber der Urnenfelderzeit.                                                          | D-4-6432-0005 |      |
| (Standort) | Freilandstation des Mesolithikums.                                                   | D-4-6432-0007 |      |
| (Standort) | Siedlung der frühen Latènezeit.                                                      | D-4-6432-0008 |      |
| (Standort) | Siedlung der Urnenfelderzeit.                                                        | D-4-6432-0009 |      |
| (Standort) | Befunde im Bereich der spätmittelalterlichen bis frühneuzeitlichen Kath. Pfarrkirche | D-4-6432-0015 |      |
| (Standort) | Siedlung vorgeschichtlicher Zeitstellung.                                            | D-4-6432-0022 |      |
| (Standort) | Siedlung vorgeschichtlicher Zeitstellung.                                            | D-4-6432-0023 |      |
| (Standort) | Siedlung vorgeschichtlicher Zeitstellung.                                            | D-4-6432-0024 |      |
| (Standort) | Siedlung vorgeschichtlicher Zeitstellung.                                            | D-4-6432-0025 |      |